# Frutta martorana

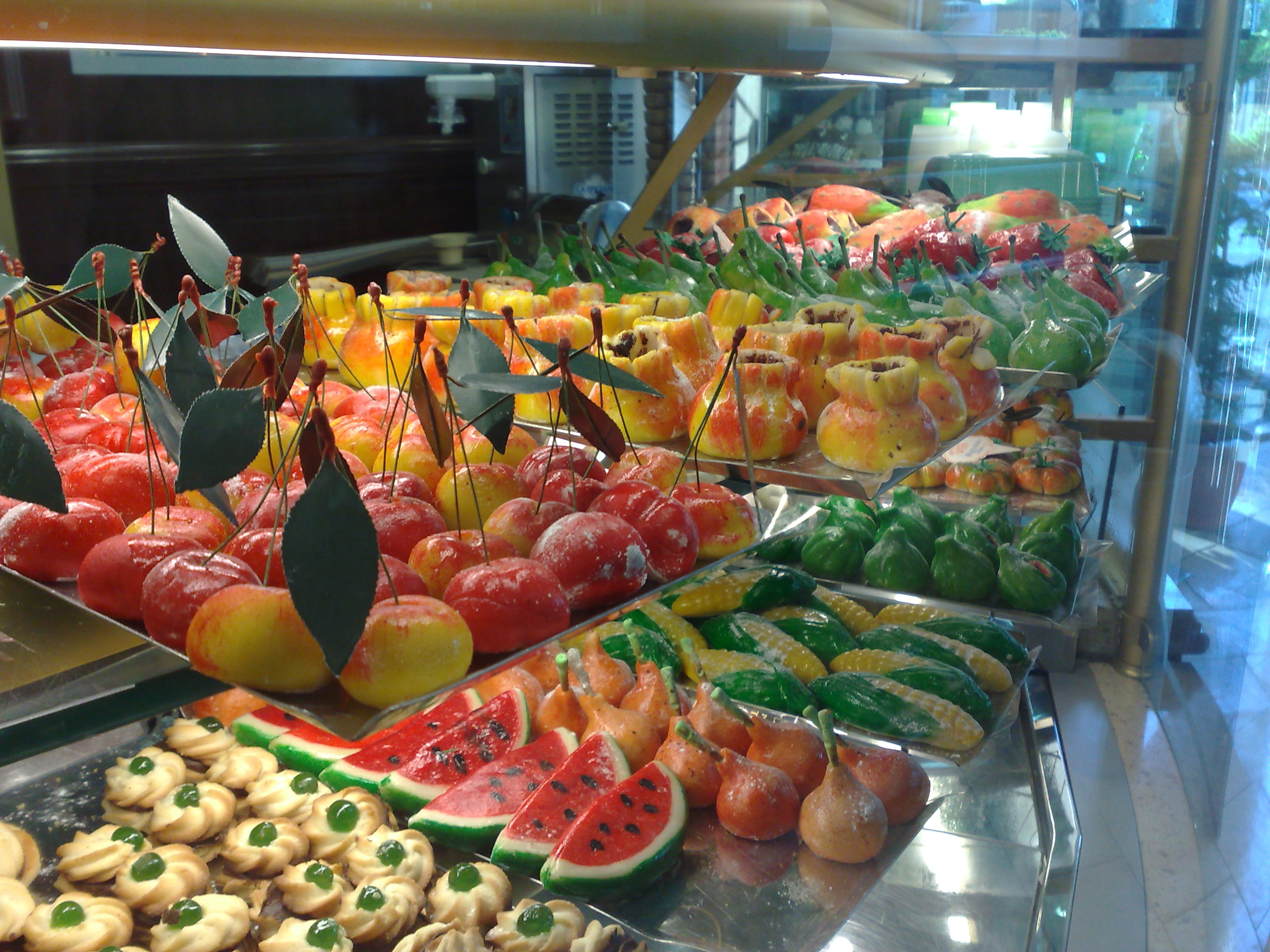
Frutta martorana a la venta en Palermo.

La frutta martorana o frutta di Martorana es un famoso dulce típico siciliano, más específicamente palermitano, pero característico también de Mesina, parecido al mazapán pero mucho más dulce y sabroso, hecho de almendra y azúcar y elaborado tradicionalmente con forma de fruta. Se prepara tradicionalmente para celebrar el Día de los Difuntos.
Debe su nombre a la Iglesia de Santa María del Almirante o de la Martorana, erigida en 1143 por Jorge de Antioquía, almirante del rey normando Rogelio II, cerca del vecino monasterio benedictino, fundado en 1194 por la noble Eloisa Martorana, de quien tomó su nombre, y del de Santa Catalina en el centro histórico de Palermo, donde las monjas lo estuvieron preparando y vendiendo hasta la mitad del siglo XX, habiendo abandonado ahora la tradición.
Según una tradición, la frutta martorana nació porque las monjas del convento de la Martorana, para sustituir las frutas recogidas de su jardín, crearon otras nuevas con almendra y azúcar para decorar el monasterio con motivo de la visita del papa de la época.